# Любительская колбаса
Любительская колбаса — один из популярных сортов варёной колбасы в СССР. Любительская колбаса со шпиковыми включениями обладала сочным и приятным вкусом, обеспеченным своеобразным подбором сырья и пряностей, и нежной и упругой консистенцией. Колбасный фарш для любительской колбасы изготавливали из мышечной ткани жилованной говядины высшего сорта и нежирной свинины и твёрдого шпига. В качестве оболочки использовали натуральные бараньи и говяжьи синюги (слепые кишки) диаметром 90—120 мм или круги диаметром 45—65 мм, а также формовали в искусственную оболочку — целлюлозную и кутизин.
Фарш для производства любительской колбасы высшего сорта готовят исключительно из свежего говяжьего и свиного мяса в парном, охлаждённом или мороженом виде, а свиной шпик должен был быть только хребтовым, слабосолёным или несолёным, и иметь твёрдую консистенцию. Шпик нарезают кубиками размером в 6 мм. Жилованную говядину после измельчения и нитритного посола подвергают повторному куттерованию со льдом, а затем соединяют в фарш с несолёной или слабосолёной измельчённой свининой, рубленым шпиком и специями — чёрным перцем и мускатным орехом. Фарш вымешивают до получения связанной однообразной массы. Набитые колбасные батоны перевязывают тонким шпагатом через каждые 5 см и подвергают обжарке в течение 40—120 минут при температуре 60—110 °C, а затем варке паром или в воде в течение того же времени при температуре 75—85 °C. Остывание сваренной колбасы происходит под душем или в кондиционированном воздухе в течение 10—12 часов.